# 合肥北站
合肥北站，位于中国安徽省合肥市庐阳区，位于淮南线上。车站于1996年9月1日作为合肥铁路枢纽相关工程之一而开通，2006年停办客运业务。2011年12月，合肥北站取代了原有的合肥南站（合肥老火车站，不是后来新建的合肥高铁南站）的货运功能，解决了长期以来合肥南站列车挡道的问题。合肥北站物流基地占地1235亩，为上海铁路局局内最大的货运场。

## 相邻车站
| 上一站         | 中国铁路 | 中国铁路               | 中国铁路 | 下一站               |
| -------------- | -------- | ---------------------- | -------- | -------------------- |
| 直通至淮南铁路 |          | 淮南铁路淮南客车绕行线 |          | 合肥往芜湖經三十里铺 |
| 起訖站         |          | 合肥南线废弃           |          | 老合肥南往钟油坊     |